# Chapelle de Flamanvillette
Pour les articles homonymes, voir Chapelle Notre-Dame.
La chapelle Notre-Dame est une chapelle catholique située à Sasseville, en France.

## Localisation
L'église est située à Sasseville, commune du département français de la Seine-Maritime.

## Historique
La construction de l'édifice est datée du XIIIe siècle. Le chœur de cette époque est conservé dans l'édifice actuel alors que la nef date du XVIIe siècle. Le clocher est daté de 1550.
La paroisse de Flamanvillette fusionne avec Sasseville en 1823,. L'édifice est en situation d'abandon au début du XIXe siècle.
L'association pour la sauvegarde de l'art français accorde une subvention de 5000 € en 2012.
L'édifice est inscrit au titre des monuments historiques par arrêté du 16 mars 1964.

## Description
L'édifice est en grès et silex.
Des armoiries sont conservées dans l'intérieur de l'édifice.